# Piața gri
O piață gri sau o piață întunecată (uneori confundată cu termenul similar de „piață paralelă”) este comerțul de marfă prin canale de distribuție care nu sunt autorizate de producătorul sau deținătorul mărcii distribuite. Produsele de pe piața gri (produsele gri) sunt produse comercializate în afara căilor autorizate de producător.